# Torre J. Ventalló
La Torre J. Ventalló és una obra de Matadepera (Vallès Occidental) protegida com a Bé Cultural d'Interès Local.

## Descripció
Torre de dues plantes i mirador.
La coberta és a quatre vessants de teula àrab. El ràfec és de teula imbricada. Les façanes arrebossades en la seva totalitat. De la torre mirador en destaquen els quatre finestrals geminats per façana. La torre té un extens jardí que s'integra i mimetitza en el paisatge del turó de la Muntanyeta. La tanca de la finca és de paredat de calcària i de maó, i forma una gelosia amb motius geomètrics que trobem en un bon nombre de torres d'aquesta zona, també en la barana del pont del carrer de Narcís Monturiol.

## Història
És un notable exponent de casa d'estiueig de la primera meitat del segle xx, moment en què s'urbanitza la zona de la Muntanyeta.